# Chen Gongbo
Chen Gongbo (Chinês: 陳公博; Wade–Giles: Ch'en Kung-po; Japonês: Chin Kōhaku; 19 de outubro de 1892 – 3 de junho de 1946) foi um político chinês conhecido por ter sido o segundo e final presidente do Governo Nacional Reorganizado da República da China, um estado-fantoche do Império do Japão.

## Biografia
Chen Gongbo nasceu no norte de Cantão, no Império Qing, em 1892, filho de camponeses Hacá originários de Shanghang, Tingzhou, no oeste de Fujian. Seu pai era um oficial da administração Qing. Ainda como estudante na Universidade de Pequim, Chen participou do Movimento Quatro de Maio e estudou marxismo sob a orientação de Chen Duxiu. Ele foi um dos fundadores do Partido Comunista Chinês e participou de seu primeiro congresso em Xangai, em julho de 1921. No entanto, deixou o partido no ano seguinte e mudou-se para os Estados Unidos, onde obteve um mestrado em economia pela Universidade de Columbia, em 1925. Após retornar à China, Chen Gongbo juntou-se ao Kuomintang (KMT) e foi nomeado chefe do Departamento de Camponeses e Trabalhadores, sob o comando de Liao Zhongkai. Ele rapidamente se destacou como membro da ala de esquerda do KMT, ao lado de Wang Jingwei, com quem desenvolveu uma relação política e pessoal próxima. Embora tenha desempenhado um papel significativo na Expedição do Norte sob comando de Chiang Kai-shek. Chen, juntamente com Wang Jingwei, opôs-se fortemente a Chiang Kai-shek quando este começou a exercer poderes ditatoriais, considerando especialmente injusto o fato de Chiang ter substituído Wang na liderança do Kuomintang por meio de um golpe militar em 1926. Apesar disso, durante o período de cooperação entre Chiang e Wang, Chen foi nomeado Ministro da Indústria, cargo que ocupou de 1932 a 1936.
Apesar disso, Chen permaneceu politicamente indiferente a Chiang Kai-shek e, quando Wang Jingwei rompeu definitivamente com o Kuomintang para estabelecer o governo colaboracionista em Nanquim, ele rapidamente seguiu Wang, mesmo após ter demonstrado oposição inicial. Dentro do novo governo, Chen assumiu o cargo de presidente do Yuan Legislativo. Após a transferência do controle de Xangai para Nanquim pelos japoneses em novembro de 1940, Chen foi nomeado prefeito da cidade. Em 1944, quando Wang Jingwei viajou ao Japão para tratamento médico, Chen foi designado presidente interino do Yuan Executivo, e posteriormente assumiu como presidente do governo após a morte de Wang em novembro daquele ano.
Ao fim da Segunda Guerra Mundial, Chen Gongbo fugiu para o Japão. Imediatamente após a rendição japonesa, em 9 de setembro de 1945, o representante chinês, General He Yingqin, solicitou ao General Okamura Yasuji, representante do Japão, a extradição de Chen para a China para ser julgado por traição. O pedido foi atendido pelas forças de ocupação americanas, e Chen foi escoltado de volta à China em 3 de outubro. Durante seu julgamento, Chen defendeu-se vigorosamente, alegando que, como presidente, recusou-se a cooperar com os japoneses em diversas questões importantes, afirmando que agiu apenas por lealdade ao amigo Wang Jingwei. No entanto, foi considerado culpado e condenado à morte por traição. Aceitando seu destino com serenidade, declarou: 'Em breve me reunirei com Wang Jingwei no outro mundo.' Chen foi executado por um pelotão de fuzilamento em Suzhou, na província de Jiangsu, em 3 de junho de 1946.

## Links externos
- Governantes: Chen Gongbo
- Blog de Kan Chen, filho de Chen Gongbo: https://sites.google.com/site/kanblog8/home Arquivado em 2016-03-06 no Wayback Machine  </link>
- Documentos de Chen Gongbo na Biblioteca de Livros Raros e Manuscritos, Universidade de Columbia, Nova York, NY

1. ↑  «‪Chen Gongbo and the construction of a modern nation in 1930s China‬». scholar.google.com. Consultado em 17 de dezembro de 2024